# HMS Watchman (D26)
«Вочмен» («Сторож») (D26) (англ. HMS Watchman (D26)) — військовий корабель, ескадрений міноносець «Адміралті» типу «W» Королівського військово-морського флоту Великої Британії за часів Першої та Другої світових війн.
«Вочмен» був закладений 17 січня 1917 року на верфі компанії John Brown & Company у Клайдбанку. 2 листопада 1917 року він був спущений на воду, а 26 січня 1918 року увійшов до складу Королівських ВМС Великої Британії.
Корабель брав участь у бойових діях на морі в Першій та Другій світових війнах. У роки Другої світової переважно бився в Атлантиці, в арктичних водах, біля берегів Норвегії, Франції та Англії, забезпечував підтримку морських десантів у Нормандській операції.
7 квітня 1945 року знищив «Хеджхогами» німецький підводний човен U-1195 південніше острова Вайт.
За проявлену мужність та стійкість у боях бойовий корабель заохочений чотирма бойовими відзнаками.

## Історія служби
У січні 1941 року «Вочмен» забезпечував з іншими есмінцями ескорт конвою WS 5B у Північно-Західних підходах.

### 1941
18 травня 1941 року «Вочмен» разом з есмінцями «Рамсі», «Ріплі», «Волкер», шлюпом «Енчантресс», корветами «Блюбел», «Кендітюфт», «Волфлавер», «Ханісакл», «Гортензія», «Тюліп» і тральщиком «Саламандер» увійшов до складу ескортної групи конвою HX 125, який супроводжував з Галіфаксу до Британії.